# Fattore di disponibilità
Il fattore di disponibilità di una centrale elettrica è la quantità di tempo durante il quale è in grado di produrre energia elettrica in un certo periodo, diviso dalla quantità totale di tempo in quel periodo. Dalla sua non unitarietà può essere dedotto che esistono momenti per una determinata tecnologia o generatore nei quali è soltanto disponibile una capacità parziale di produzione elettrica. Il fattore di disponibilità non dovrebbe essere confuso con il fattore di capacità.

## Variabilità
La disponibilità di un impianto di potenza varia grandemente dipendendo dal tipo di carburante, dal progetto ed efficienza della centrale e da come l'impianto è operato. A parità di altri fattori, gli impianti che sono operati meno frequentemente hanno maggiori fattori di disponibilità perché solitamente richiedono meno manutenzione. La maggior parte delle centrali termoelettriche, come le centrali alimentati a carbone, quelle geotermiche e le centrali nucleari, hanno fattori di disponibilità tra il 70% al 90%. In partenza nessun impianto tende ad avere un fattore di disponibilità significativamente superiore, ma la manutenzione preventiva è importante allo stesso modo che i miglioramenti in design e tecnologia. Le turbine a gas naturale (che è piuttosto costoso come carburante) hanno fattori di disponibilità relativamente alti, che vanno dall'80% al 99%. Le turbine a gas sono spesso usate per gli impianti di picco, gli impianti di cogenerazione e come primo stadio delle centrali a ciclo combinato. Nelle centrali nucleari le turbine a gas sono utilizzate spesso come generatori di emergenza.
Il fattore di disponibilità dei tipici aerogeneratori e degli impianti solari dipende non tanto sul fatto se l'impianto è operativo (oppure guasto o in manutenzione), ma dal fattore determinante che non vi sia vento oppure luce solare in quel momento. In base a questo sono conteggiati come disponibili, non disponibili oppure trascurabili. In genere, nell'industria elettrica, quando queste sono conteggiate come disponibili, gli impianti fotovoltaici hanno un fattore di disponibilità che si avvicina oppure eguaglia il 100%. Anche gli aerogeneratori moderni hanno fattori molto alti di disponibilità, circa il 98%. Nonostante questo, gli impianti solari ed eolici hanno fattori di capacità relativamente bassi. I loro fattori di disponibilità sono molto inferiori quando si considerano i periodi in cui è certo che non ci sarà luce solare, oppure quando statisticamente il vento non è presente oppure e così forte da costringere a bloccare o frenare l'aerogeneratore.
Per esemplificare, la capacità (e la disponibilità) di un impianto fotovoltaico a produrre energia di notte è pari a zero. Di giorno la disponibilità è molto alta (quasi il 100%) ma la capacità dipende dall'intensità luminosa a quell'ora in quel mese, ad esempio un pannello fotovoltaico, alle 10 di mattina in un giorno nuvoloso di primavera, potrebbe produrre soltanto il 50% dei 100 W previsti.
La capacità di produrre energia da parte di un aerogeneratore in una giornata davvero molto ventosa raramente supera il 90% del suo massimale. D'altra parte se in una centrale eolica il 10% degli aerogeneratori stacca (cut-out) per il vento eccessivo, per guasti o per manutenzione prevista, la produzione di energia ammonterebbe soltanto all'81% del massimale teorico (la capacità).